# 日野浦かなで
日野浦 かなで（ひのうら かなで）は、日本の女性作詞家。旧名義は森田いづみ。

## 経歴
2011年、森田いづみ名義で作詞家としてデビュー。当時は三代目コロムビア・ローズ（現・野村美菜）のマネージャーも務めていた。
2021年、日野浦かなでに改名。

## 作詞作品
シングル表題曲は太字
- 出光仁美
  - 『愛しゃ 愛しゃ』（2016年）

- 出光仁美、ビューティーこくぶ
  - 『さよならから』（2013年）

- 丘みどり
  - 『雨のなごり坂』（2021年）

- 椎名佐千子
  - 『潮騒みなと』『ぼっち酒』『佐千子のしあわせ数え歌』（2021年）
  - 『面影みなと』『雪のメロディ』（2022年）
  - 『いごっそ海流』『カサブランカホテル』（2024年）
  - 『よされ女節』『恋に焦がれて甲州街道』（2025年）

- 瀬川瑛子
  - 『黄昏みなと』（2022年）

- 中西りえ
  - 『純愛記〜大切な宝物〜』（2021年）

- 長保有紀
  - 『北国街道』（2022年）

- 中村美律子
  - 『晩酌』『酔いしぐれ』（2023年）

- 西方裕之
  - 『おふくろ便り』（2021年）

- 野村美菜（三代目コロムビア・ローズ→野村未奈→野村美菜）
  - 『雨の辰巳新道』（2011年）
  - 『深川ブルース』（2012年）
  - 『讃岐の夜は更けゆく』（2013年）
  - 『矢作川』『恋して三河路』（2014年）
  - 『千曲川哀歌』『くれないの船』（2015年）
  - 『北上川』『伊良湖水道』『美菜の平泉音頭』（2017年）
  - 『夢路の宿』『天文館の夜』『博多の夜』『湯布院ワルツ』（2019年）

- 原田波人
  - 『海風塔』（2024年）
  - 『火の鳥』『風』（2025年）

- 松尾雄史
  - 『さよならを嘘にかえて』（2017年）
  - 『バラの傷あと』（2020年）

- 水城なつみ
  - 『あかつき情話』（2023年）
  - 『寒牡丹』（2024年）

- 水田竜子
  - 『有明月夜』『礼文水道』『旭川のおんな』『白兎海岸』（2018年）
  - 『桂浜哀歌』（2019年）
  - 『カーテンコール』（2023年）

- 三山ひろし
  - 『雲』（2024年）

- 山本譲二
  - 『比翼の鳥』『黄昏だより』（2021年）